# Мохаммед Усеб
Мохаммед Усеб (англ. Mohammed Ouseb, нар. 17 червня 1974, Цумеб) — намібійський футболіст, що грав на позиції захисника.
Виступав, зокрема, за клуби «Чіф Сантос», «Кайзер Чіфс» та «Морока Своллоуз», а також національну збірну Намібії.

## Клубна кар'єра
У дорослому футболі дебютував 1995 року виступами за команду клубу «Чіф Сантос», в якій провів три сезони. 
Своєю грою за цю команду привернув увагу представників тренерського штабу клубу «Кайзер Чіфс», до складу якого приєднався 1998 року. Відіграв за команду з Йоганнесбурга наступні три сезони своєї ігрової кар'єри. Більшість часу, проведеного у складі «Кайзер Чіфс», був основним гравцем захисту команди.
Протягом 2001—2003 років захищав кольори команди клубу «Люн».
У 2004 році перейшов до клубу «Морока Своллоуз», за який відіграв 3 сезони. Завершив професійну кар'єру футболіста виступами за команду «Морока Своллоуз» у 2007 році.

## Виступи за збірну
У 1997 році дебютував в офіційних матчах у складі національної збірної Намібії. Протягом кар'єри у національній команді, яка тривала 8 років, провів у її формі 18 матчів.
У складі збірної був учасником Кубка африканських націй 1998 року у Буркіна-Фасо.